# K-19
K-19 byla sovětská jaderná ponorka projektu 658 (v kódu NATO třída Hotel), sériové číslo 901. Šlo o první sovětskou jadernou ponorku vybavenou SLBM (Submarine-launched ballistic missile – z ponorky odpalované balistické střely), která byla nasazena do služby. Nesla 3 střely R-13, každou s doletem 650 km a termonukleární hlavicí o síle 1,4 megatuny. Během služby došlo na ponorce k několika nehodám majícím za důsledek oběti na životech.

## Historie
Byla postavena v závodech Sevmašpredprijatije v Severodvinsku od 17. října 1959 do 12. listopadu 1960, kdy byla dokončena. Během stavby přišlo několik dělníků o život při různých nehodách. V roce 1961 byla zařazena do služby. Posádka K-19 vyhrála jednu z prvních cen udělovaných sovětským námořnictvem za nejlepší raketové odpaly.
Dne 4. července 1961 došlo na ponorce k poruše jaderného reaktoru, což mělo za následek smrt 7 námořníků, kteří nasadili svůj život při opravách přímo na moři. Dalších 14 osob zemřelo následkem radioaktivního ozáření během dvou let. Jaderný reaktor musel být v opravárenském komplexu vyměněn. Po havárii dostala od námořníků přezdívku Hirošima. 15. listopadu 1969 během cvičení v Barentsově moři se srazila s americkou ponorkou USS Gato (SSN-615) a musela být opět opravena. 24.  února 1972 vypukl na palubě požár, při němž zahynulo 28 osob. Od ledna do listopadu 1972 byla v opravě a zároveň modernizována. V roce 1990 byla stažena z aktivní služby.

## V kultuře
O událostech na ponorce byl natočen filmový thriller s názvem K-19: Stroj na smrt, který měl premiéru v roce 2002 (režie Kathryn Bigelow).